# Lars Brandström
Lars Gustav Brandström, född 3 januari 1950 i Sävedalen, är en svensk musiker, låtskrivare och arrangör. 
Han växte upp i Sävedalen och är musikdirektör, utbildad vid Musikhögskolan i Göteborg och vid Dick Grove School of Music, Los Angeles. Han har arbetat som lärare på Hvitfeldtska gymnasiets musiklinje i Göteborg, Balettakademins musikallinje och vid nuvarande Högskolan för scen och musik vid Göteborgs universitet där han även varit utbildningschef.
Lars Brandström var ledare och dirigent för gospelkören Choralerna 1969–1981 och har även varit sångare och musiker musikgruppen Salt. Åren 1990–1999 var han ledare för Solid Gospel. Han har turnerat med artister som Carola Häggkvist, Per-Erik Hallin och Andraé Crouch. Brandström har skrivit låtar med Kristina Hörnberg (född 1950).
Brandström är sedan 1976 gift med sångerskan Camilla Brandström (född 1953) och är far till bland andra Emanuelle Brandström (född 1982), sångare i Solid Gospel, och Felicia Brandström (född 1987) som var med i Idol 2006. Camilla Brandström är dotter till professor Stig Bengmark och Bitte Carlsson.